# Franopol (województwo łódzkie)
Franopol – wieś w Polsce położona w województwie łódzkim, w powiecie rawskim, w gminie Biała Rawska.
Wieś wymieniana w 1827 r. jako Franopól.
W latach 1975–1998 miejscowość administracyjnie należała do województwa skierniewickiego.
Według podziału administracyjnego Kościoła katolickiego Franopol należy do parafii św. Antoniego Padewskiego w Babsku, a świątynią parafialną mieszkańców Franopola jest kościół pw. św. Antoniego Padewskiego w oddalonym o ok. 2,5 km. Babsku.